# Música utilitária

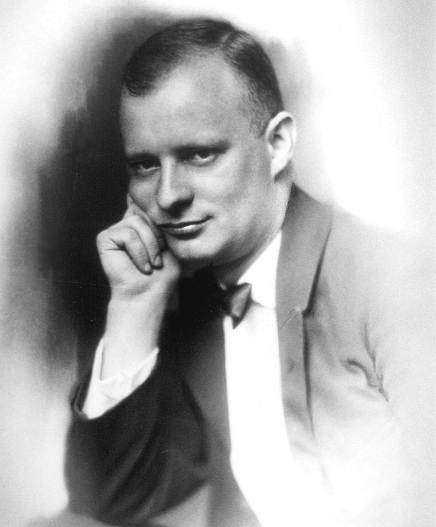
Paul Hindemith, um dos expoentes da música utilitária

Música utilitária (em alemão: Gebrauchsmusik) é uma expressão cunhada nos anos 20 para referir-se à música socialmente útil e relevante, incluindo música para cinema e rádio, para instrumentos mecânicos, para amadores e para estimular o debate político. Um produto da Alemanha durante a república de Weimar, é característica do período por evitar a subjetividade expressiva. Entre os compositores associados a esse conceito incluem-se Hindemith e Weill.